# Nikica Jelavić
Nikica Jelavić (Čapljina, 1985. augusztus 27. –) horvát válogatott labdarúgó, jelenleg a kínai Beijing Renhe csatára.

## Pályafutása

### Everton
Jelavićot 2012. január 31-én szerződtette 4 és félre a liverpooli csapat, ahol fél szezon alatt remek teljesítményt nyújtva házi gólkirály lett és több klubrekordot is megdöntött.

## Válogatott
A csatár a 2012-es Eb horvát keretébe is bekerült, s a C csoport első, 3–1-es győztes mérkőzésén gólt szerzett Írország ellen. Jelavićnak korábban csak két találata volt barátságos mérkőzésekről.

### Góljai a válogatottban
| #  | Dátum               | Helyszín                               | Ellenfél  | Gólja | Végeredmény | Kiírás     |
| -- | ------------------- | -------------------------------------- | --------- | ----- | ----------- | ---------- |
| 1. | 2009. október 8.    | Kantrida Stadion, Fiume, Horvátország  | Katar     | 3–2   | 3–2         | barátságos |
| 2. | 2010. augusztus 11. | Pasienky Stadion, Pozsony, Szlovákia   | Szlovákia | 1–1   | 1–1         | barátságos |
| 3. | 2012. június 10.    | Stadion Miejski, Poznań, Lengyelország | Írország  | 2–1   | 3–1         | 2012-es Eb |

## Statisztikák
Utolsó frissítés: 2012. június 12.
| Klub          | Szezon    | Prva HNL       | Prva HNL       | Horvát Kupa  | Horvát Kupa  | —             | —             | UEFA  | UEFA | Egyéb | Egyéb | Összesen | Összesen |
| Klub          | Szezon    | Meccs          | Gól            | Meccs        | Gól          | Meccs         | Gól           | Meccs | Gól  | Meccs | Gól   | Meccs    | Gól      |
| ------------- | --------- | -------------- | -------------- | ------------ | ------------ | ------------- | ------------- | ----- | ---- | ----- | ----- | -------- | -------- |
| Hajduk Split  | 2002–03   | 2              | 0              | 1            | 0            | —             | —             | 0     | 0    | —     | —     | 3        | 0        |
| Hajduk Split  | 2003–04   | 2              | 0              | 0            | 0            | —             | —             | 0     | 0    | —     | —     | 2        | 0        |
| Hajduk Split  | 2004–05   | 0              | 0              | 0            | 0            | —             | —             | 0     | 0    | —     | —     | 0        | 0        |
| Hajduk Split  | 2005–06   | 9              | 3              | 2            | 0            | —             | —             | 0     | 0    | —     | —     | 11       | 3        |
| Hajduk Split  | 2006–07   | 22             | 5              | 4            | 2            | —             | —             | —     | —    | —     | —     | 26       | 7        |
| Hajduk Split  | 2002–2007 | 35             | 8              | 7            | 2            | —             | —             | 0     | 0    | —     | —     | 42       | 10       |
| Klub          | Szezon    | Jupiler League | Jupiler League | Belga Kupa   | Belga Kupa   | —             | —             | UEFA  | UEFA | Egyéb | Egyéb | Összesen | Összesen |
| Klub          | Szezon    | Meccs          | Gól            | Meccs        | Gól          | Meccs         | Gól           | Meccs | Gól  | Meccs | Gól   | Meccs    | Gól      |
| Zulte-Waregem | 2007–08   | 23             | 3              | 2            | 0            | —             | —             | —     | —    | —     | —     | 25       | 3        |
| Klub          | Szezon    | ÖFB            | ÖFB            | Osztrák Kupa | Osztrák Kupa | —             | —             | UEFA  | UEFA | Egyéb | Egyéb | Összesen | Összesen |
| Klub          | Szezon    | Meccs          | Gól            | Meccs        | Gól          | Meccs         | Gól           | Meccs | Gól  | Meccs | Gól   | Meccs    | Gól      |
| Rapid Wien    | 2008–09   | 34             | 7              | 3            | 1            | —             | —             | 2     | 0    | —     | —     | 39       | 8        |
| Rapid Wien    | 2009–10   | 33             | 18             | 3            | 2            | —             | —             | 12    | 9    | —     | —     | 48       | 29       |
| Rapid Wien    | 2010–11   | 4              | 2              | 0            | 0            | —             | —             | 4     | 4    | —     | —     | 8        | 6        |
| Rapid Wien    | 2008–2010 | 71             | 27             | 6            | 3            | —             | —             | 18    | 13   | —     | —     | 95       | 43       |
| Klub          | Szezon    | SPL            | SPL            | Skót Kupa    | Skót Kupa    | Skót Ligakupa | Skót Ligakupa | UEFA  | UEFA | Egyéb | Egyéb | Összesen | Összesen |
| Klub          | Szezon    | Meccs          | Gól            | Meccs        | Gól          | Meccs         | Gól           | Meccs | Gól  | Meccs | Gól   | Meccs    | Gól      |
| Rangers       | 2010–11   | 23             | 16             | 1            | 0            | 3             | 3             | 0+0   | 0+0  | —     | —     | 27       | 19       |
| Rangers       | 2011–12   | 22             | 14             | 1            | 1            | 1             | 1             | 4     | 1    | —     | —     | 28       | 17       |
| Rangers       | 2010–2012 | 45             | 30             | 2            | 1            | 4             | 4             | 4     | 1    | —     | —     | 55       | 36       |
| Klub          | Szezon    | Premier League | Premier League | FA-kupa      | FA-kupa      | Ligakupa      | Ligakupa      | UEFA  | UEFA | Egyéb | Egyéb | Összesen | Összesen |
| Klub          | Szezon    | Meccs          | Gól            | Meccs        | Gól          | Meccs         | Gól           | Meccs | Gól  | Meccs | Gól   | Meccs    | Gól      |
| Everton       | 2011–12   | 13             | 9              | 3            | 2            | —             | —             | —     | —    | —     | —     | 16       | 11       |
| Összesen      | 2002–     | 187            | 77             | 20           | 8            | 4             | 4             | 22    | 14   | —     | —     | 233      | 103      |

## Sikerei, díjai

### Rangers
- Skót bajnok (1): 2010–11
- Skót ligakupa-győztes (1): 2010–11